# Čajići
Čajići är ett samhälle i Bosnien och Hercegovina.   Det ligger i entiteten Federationen Bosnien och Hercegovina, i den nordvästra delen av landet, 240 km nordväst om huvudstaden Sarajevo. Čajići ligger 379 meter över havet och antalet invånare är 1 445.
Terrängen runt Čajići är kuperad åt nordost, men åt sydväst är den platt.Runt Čajići är det ganska tätbefolkat, med 93 invånare per kvadratkilometer.. Närmaste större samhälle är Cazin, 9,2 km sydost om Čajići. 
Omgivningarna runt Čajići är en mosaik av jordbruksmark och naturlig växtlighet.